# Тропска прашумска клима
Прашумска клима (eкваторијална или екваторска клима) или Af климат, је по Кепену један од типова тропске климе. Његова главна одредница је средња годишња температура од 22 °C и количина падавина од преко 1.000 mm. Релативна влажност ваздуха је преко 80%, а облачност износи 6/10.

## Простирање климатског типа
климат обухвата просторе Амазоније, слива реке Конго, као и већину острва Малајског архипелага.
Ту спадају следеће државе:
- Бразил
- Колумбија
- Перу
- Еквадор
- ДР Конго
- Камерун
- Индонезија
- Папуа Нова Гвинеја

## Представници климе и његове особености
Типични представници климе су градови Хило, Хаваји и Сингапур.
У овом појасу се падавине излучују током целе године. Северно од екватора кише падају у периоду од априла до септембра, а јужно од екватора од октобра до марта. Услови за живот су врло неповољни. Аклиматизација белаца је изузетно отежана и траје и по неколико година. Откуцаји срца достижу 150 удара у минуту, а температура тела се повисује.